# 361 TCN
361 TCN là một năm trong lịch La Mã.